# Klementynowo
Klementynowo – wieś w Polsce, położona w województwie kujawsko-pomorskim, w powiecie włocławskim, w gminie Brześć Kujawski.
Nazwa odimienna (od Klementyny Miączyńskiej). Niegdyś część dóbr Brzezie, należących do Kronenbergów.
W latach 1975–1998 miejscowość administracyjnie należała do województwa włocławskiego.